# Georges Charpentier

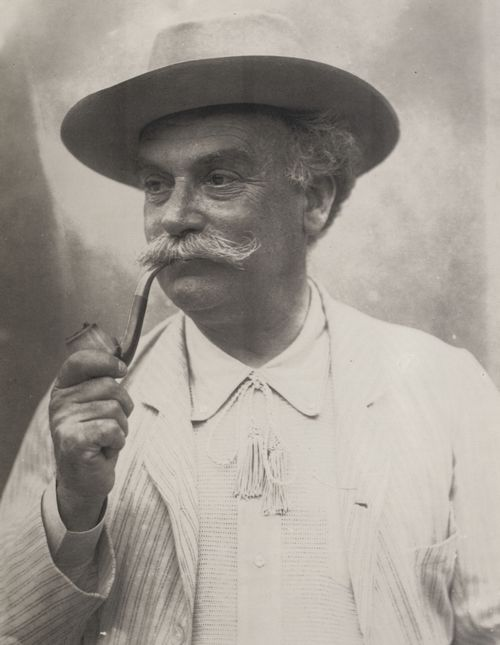
Georges Charpentier
fotografiert von Émile Zola

Georges Charpentier (* 22. Dezember 1846 in Paris; † 15. November 1905 ebenda) war ein französischer Verleger und Kunstsammler. In seinem Verlagshaus erschienen die Werke von Émile Zola, Gustave Flaubert, Guy de Maupassant, Alphonse Daudet, Edmond de Goncourt und Joris-Karl Huysmans. Er förderte die Maler des Impressionismus und baute zusammen mit seiner Frau, der Salonnière Marguerite Charpentier eine bedeutende Kunstsammlung auf, in der insbesondere Werke von Pierre-Auguste Renoir zu finden waren.

## Biographie

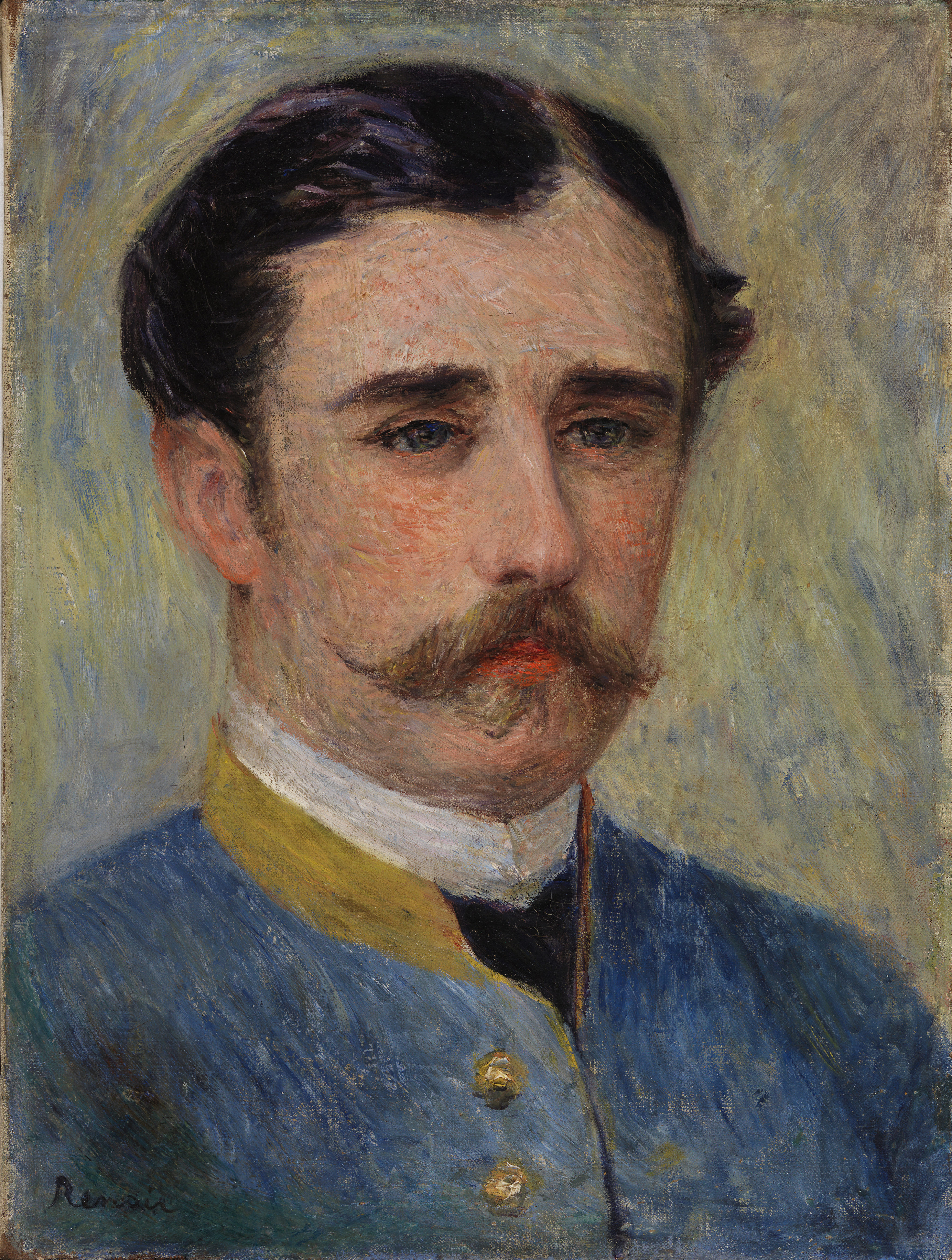
Pierre-Auguste Renoir: Porträt eines Mannes (Georges Charpentier)

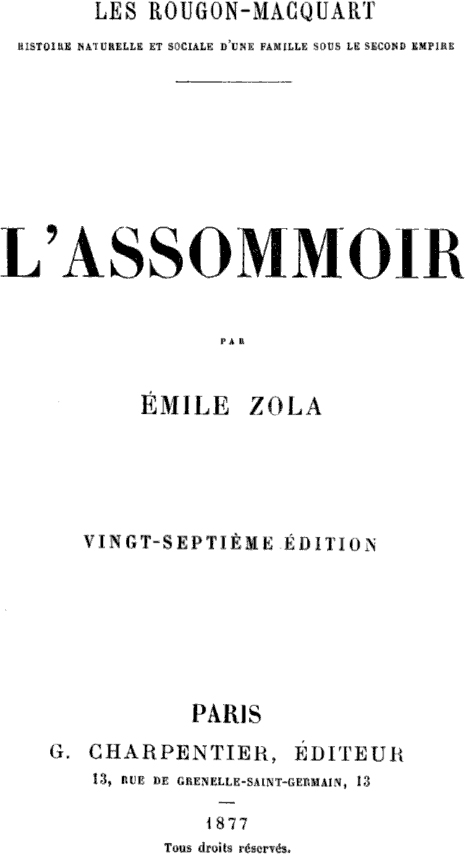
Titelseite des Romans L´Assommoir (Der Totschläger) von Émile Zola, erschienen im Verlag von Georges Charpentier

Georges Charpentier kam 1846 als Sohn des Verlegers Gervais Charpentier und seiner Frau Aspasie Justine, geborene Générelly, in Paris zur Welt. Nachdem die Ehe geschieden wurde, lebte Georges Charpentier bei seiner Mutter. Sein Vater hielt ihn zeitlebens von den Geschäften des 1838 von ihm begründeten Verlagshauses fern, sodass Georges Charpentier zunächst – finanziell abgesichert – seinen privaten Neigungen nachgehen konnte. Nachdem der Vater 1871 gestorben war, erbte Georges Charpentier das Verlagshaus, in dem namhafte französische Autoren der Romantik wie Chateaubriand, Balzac, Gautier, Sand, Musset, Vigny und Hugo ebenso verlegt wurden wie die französischen Ausgaben der Werke von Goethe, Schiller, Shakespeare, Dante und Homer.
Als der 25-jährige Georges Charpentier den Verlags übernahm, holte er sich zunächst den Schriftsteller Maurice Dreyfous als Partner in der Leitung des Hauses. Die erste wichtige Verpflichtung unter Georges Charpentier war der noch zu Beginn seiner literarischen Laufbahn stehende Émile Zola, mit dem Charpentier bald eine persönliche Freundschaft verband. Es folgten kurz darauf Gustave Flaubert, Guy de Maupassant, Guy de Maupassant, Joris-Karl Huysmans, Alphonse Daudet, Théodore de Banville, Léon Hennique, Henry Céard, Edmond Duranty, Paul Alexis und Edmond de Goncourt.
Seit dem 24. Oktober 1871 war Georges Charpentier mit Marguerite Lemonnier, Tochter des Juweliers Alexandre-Gabriel Lemonnier, verheiratet. Aus dieser Ehe stammen die Kinder Georgette (1872–1945), Marcel Gustave (1874–1876), Paul (1875–1895) und Jeanne (1880–1940). Taufpate des Sohnes Paul war Émile Zola. Das Paar lebte zunächst in einem Haus am Quai du Louvre Nr. 28, bevor sie 1875 in die Rue de Grenelle Nr. 11 umzogen. Hier etablierte Marguerite Charpentier einen politischen und literarischen Salon, indem neben den Autoren des Verlages, Politiker wie Léon Gambetta, Jules Grévy und Georges Clemenceau verkehrten. Ebenso kamen Maler wie Édouard Manet, Claude Monet, Edgar Degas, Pierre-Auguste Renoir, Alfred Sisley und Gustave Caillebotte zu Besuch. Weitere Gäste waren die Komponisten Emmanuel Chabrier, Camille Saint-Saëns und Jules Massenet sowie Bühnenstars wie Yvette Guilbert, Jeanne Samary und Sarah Bernhardt.
Die Charpentiers bauten ab etwa Mitte der 1870er Jahre eine kleine, aber bedeutende Kunstsammlung auf. Belegt ist der Kauf von drei Gemälden von Pierre-Auguste Renoir durch Georges Charpentier auf einer Auktion 1875. Kurz darauf lernten die Charpentiers Renoir persönlich kennen und er erhielt mehrere Porträtaufträge. Nach Einzelporträts der Ehefrau (Madame Georges Charpentier, Musée d’Orsay) und der Kinder Georgette und Paul entstand 1878 das bekannte Gruppenbildnis Madame Charpentier und ihre Kinder (Metropolitan Museum of Art), für das Renoir im Folgejahr im Pariser Salon gute Kritiken erhielt. Renoir, der wie Claude Monet und Alfred Sisley von Charpentier auch finanziell unterstützt wurde, bezeichnete sich zeitweise als „Privatmaler“ der Charpentiers. 1879 fertigte Renoir ein Porträt von Georges Charpentier an (Barnes Foundation). Weitere in der Sammlung der Charpentiers vertretene Maler waren Édouard Manet und Paul Cézanne. Der Kontakt zu letzterem entstand vermutlich durch Vermittlung von Zola. 1879 gründete Charpentier die Wochenzeitschrift La Vie moderne, die sich literarischen, künstlerischen und gesellschaftlichen Themen annahm. Maßgeblichen Einfluss hierbei hatte wahrscheinlich seine Frau Marguerite. Für die von Émile Bergerat geleitete Zeitschrift schrieben namhafte Autoren wie Armand Silvestre, Théodore de Banville, Alphonse Daudet, Edmond Duranty und der Journalist Edmond Renoir, Bruder des Malers Pierre-Auguste Renoir. Den Redaktionsräumen am Eingang der Passage des Princes, einer Ladenpassage am Boulevard des Italiens, war ein Raum für Kunstausstellungen angeschlossen. Hier bot Charpentier insbesondere den Malern des Impressionismus die Möglichkeit ihre neuesten Werke auszustellen, was ihn andernorts nur schwer möglich war. In diesen Räumen hatten sowohl Pierre-Auguste Renoir wie auch Claude Monet ihre erste Einzelausstellung. Darüber hinaus zeigten aber auch Giuseppe de Nittis und Édouard Manet hier ihre Werke.
Anfang der 1880er Jahre geriet das Verlagshaus Charpentier in finanzielle Schwierigkeiten. Ein Angebot des Verlagshauses Michel Lévy Frères schlug Charpentier zunächst aus und verkaufte stattdessen zunächst Landbesitz und Teile der Kunstsammlung um als Unternehmer eigenständig zu bleiben. 1883 musste er die Zeitschrift La Vie moderne einstellen und Teile des Unternehmens an die Verleger Charles Marpon und Ernest Flammarion verkaufen. Zwar gelang dem Verlagshaus mit dem Erfolg von Zolas Roman Germinal 1885 wieder ein Aufschwung, aber es konnte nicht mehr die vorherige Bedeutung erlangen. Eugène Fasquelle, ein enger Mitarbeiter Charpentiers, heiratete 1887 die Tochter von Charles Marpon. Nach dem Tod von Marpon 1890 wurde Fasquelle der Geschäftspartner Charpentiers.
1895 starb Charpentiers Sohn Paul im Alter von 20 Jahren während seiner Militärzeit an Typhus. Charpentier zog sich im Folgejahr aus dem Geschäft zurück und verkaufte seine Anteile an Fasquelle. Der Verlag fusionierte 1959 mit dem Verlagshaus Grasset und besteht bis heute als Éditions Grasset & Fasquelle weiter. Die Charpentiers bewohnten in ihren letzten Lebensjahren ein Haus an der Avenue Victor-Hugo und ließen sich in Royan die Villa Le Paradou erbauen. Der Name ist einem fiktiven Landgut in Zolas Roman La Faute de l'Abbé Mouret entnommen. Auch hier empfingen die Charpentiers – wenn auch in kleinerem Rahmen – bekannte Persönlichkeiten ihrer Zeit. So kamen beispielsweise der Kunstkritiker Théodore Duret und die Schauspielerin Sarah Bernhardt zu Besuch. Wiederholter Gast war Charpentiers Freund Émile Zola. Die Freundschaft bestand auch während der Dreyfus-Affäre, als Charpentier – wie auch Georges Clemenceau – zu den Unterstützern von Zola gehörte.
Georges Charpentier starb 1905 in Paris. Seine Frau war bereits im Vorjahr verstorben. Die beiden überlebenden Kinder, Georgette und Jeanne, ließen 1907 die Kunstsammlung der Charpentiers versteigern. Lediglich das Bildnis der Mutter kam 1919 unter Mitwirkung der Société des Amis du Luxembourg (Gesellschaft der Freunde des Musée Luxembourg) als Geschenk der Tochter Georgette – inzwischen Madame Tournon – in den Besitz des französischen Staates und gehört heute zur Sammlung des Musée d’Orsay in Paris.